# Andrzej Grubba
Andrzej Stanisław Grubba (14 de mayo de 1958, Brzeźno Wielkie – 26 de julio de 2005, Sopot) fue un deportista  polaco de la especialidad de tenis de mesa.
Nacido en Brzeźno Wielkie, cerca de Starogard Gdański, Polonia, fue uno de los mejores jugadores de tenis de mesa en la historia de Polonia, junto con Warot Ehrlich.
Tres veces fue galardonado con medallas de bronce en campeonatos mundiales - en 1989 en individuales, en 1985 en mixto, y en 1987 en dobles con Leszek Kucharski. Grubba participó tres veces en los Juegos Olímpicos. Alcanzó el número tres en el ranking de los mejores jugadores de tenis de mesa.
Murió de cáncer a la edad de 47 años.